# 装甲騎兵ボトムズ外伝 青の騎士ベルゼルガ物語
『装甲騎兵ボトムズ外伝 青の騎士ベルゼルガ物語』（そうこうきへいぼとむずがいでんあおのきしべるぜるがものがたり）は、タカラ（現タカラトミー）が1997年10月30日に発売したPlayStation用ゲームソフト。

## 概要
本作はサンライズのテレビアニメ『装甲騎兵ボトムズ』の外伝小説である『青の騎士ベルゼルガ物語』をベースにした3Dシューティングゲームである。『装甲騎兵ボトムズ』を題材にした家庭用ゲーム作品としては、スーパーファミコン『装甲騎兵ボトムズ ザ・バトリングロード』から4年振りとなった。
プレイヤーはゲームオリジナルの主人公となり、バトリングで勝利しながら機体をカスタマイズし、ストーリーを進める内容である。原作の主人公ケイン・マクドガルと、その愛機ATの青の騎士（ブルーナイト）や、クリス・カーツの黒き炎（シャドゥフレア）、更に第三巻から登場するFX-ATのゼルベリオスなど、原作のキャラクターやメカニックも多数登場し、対戦する事も可能である。
ゲームオリジナルのキャラクターデザインは原作と同じく幡池裕行。
なお、初回限定として「DM（デュアルモデル）のスコープドッグ」同封版も発売された。

## ゲームシステム
ゲームは、ゲームのストーリーを進めていく「ストーリーモード」、原作小説に登場したキャラクターと対戦する「ブルーナイトモード」、ATの操作の練習用「トレーニングモード」、プレイヤー同士が対戦する「対戦モード」の4つのモードに分かれる。特に「対戦モード」は通信機能が付いており、一画面を縦分割したモードと、通信で個々の画面で向かい合って対戦する2つのパターンがある。
「ストーリーモード」は、任意のマッチメーカーと契約してバトリングの対戦し、敵に勝利するとゲーム上には現れない「知名度」が上昇し、様々なイベントが発生することになる。酒場に行くとそこでイベントとなって、イベント内の敵選手と対戦。勝てばアイテムやATを手に入れられる事がある。
ATのカスタマイズが可能で、入手したパーツを組み合わせやカラーリングを変更することで独自のオリジナルATを作り上げることが可能。ただし、改造不可能な機体も存在する。
アクションは、射撃武器と格闘武器の他、ローラーダッシュや降着、スウェーといったAT独自の操作も再現されている。射撃武器は、威力は低い連発式のマシンガン系統と、威力が高く誘導性のある単発式のソリッドシューター系統の2つに分かれる。これにサブウェポンの機銃やミサイルもあるが、こちらは弾数制限が付く場合がある。格闘武器は、通常の打撃のほかにアームパンチ、アイアンクロー、パイルバンカーも装備させることが出来る（装備できない機体もある）。ただし、使用には制約があり、アームパンチとパイルバンカーは一部を除き制限回数があり、アイアンクローは無制限だが固定機体となる。

## ストーリー
百年戦争終了後、ボウの街に一人のAT乗りの男が流れ着く。
そこでバトリング世界に飛び込み、戦いに明け暮れる中、青の騎士と並ぶ強豪選手として名を馳せていくが、それは彼にとって名声と共に、多くの視線と人々の打算と欲に野望に晒され、そしてメルキアを脅かす異能結社に狙われることを意味していた･･････。

## 登場キャラクター
本作は青の騎士前半の黒き炎編の登場人物達が出るが、それを除いたゲームオリジナルキャラクターをここで記載。
ゲームに登場する原作の人物は黒き炎編を参照。

### 主人公とキーキャラクター
主人公　（ゲーム開始時に名前を付けられる）
流れ者のAT乗りで、ボウの街に来た時にマッチメーカーの誘いでバトリングの世界に足を運ぶ。
戦いを続ける中で、青の騎士ケインに勝るとも劣らぬ強豪実力者として、多くの人々から注目されるようになっていく。ブルーナイトモードでのクエント人ムディ・ロッコルの弁では「貴様は異能者ではない、しかし、普通の人間でもない」と述べていることから、ケインらと同じ旧劣等種（ベルゼルガ）である疑いがある。
選択肢次第ではラストバタリオンの一員としてクリスに従うか、そのまま姿を消すかに運命が分岐する。
エリーナ・ラハウェ
コボトの街で話題となっている美少女AT乗り。自身をバララント人だと称するが、その正体はクリス・カーツ率いる異能結社（ラストバタリオン）のメンバーの一員。
主人公に目を付けたクリス・カーツにより、監視と勧誘の命を受けているが、主人公の存在に心を動かされる事もある。
彼女とのバトルの勝敗とルート最後の選択で生死の行方が決まる。
ジオ・コーツ
コボトの街のやり手マッチメーカー。笑顔の似合う童顔の男で、性格もいいので周囲からの信頼は篤い。
親友クレガーと共謀して主人公に八百長バトリングを仕掛けるも、クレガーが負けた際に思わず逃げ出した為に、行き掛かりから贖罪も兼ねて主人公のマッチメーカーを引き受けることになる。それ以降は主人公の頼れる味方として随所で活躍してくれた。主人公を罠に嵌めようとしたことと親友への裏切りを恥じており、見限ったのがソドムのみであった（他の面々は少々きつく叱った程度で許している）ことからもその人間性の良さがうかがえる。
クレガーの変死と、弟の死の原因を突き止めようとするが、その真相に行き着いた時に自身も謎の死を遂げる。

### マッチメーカー
ファーム・ブロウ
ボウの街の初老のマッチメーカーで、ゲーム開始時に選べる3人のマッチメーカーの中で最高齢。
人情家で、ソドムの事を毛嫌いしている。
尚、彼はソドムが縄張りにしている街には同行してくれないが、他のマッチメーカーも特定の人物と激しく対立している場合、相手が縄張りとしている街には同行することが出来ない。
レイヤ・イアス
ボウの街の女性マッチメーカー。同じくゲーム開始時に選べる3人のうちの一人。
美人だがかなりヒステリックな性格で、やや人使いが荒く、ツイードとは対立している。主人公がジオと契約するルートでは、彼の死を悼み、彼を殺した真犯人が主人公の手で葬られたことに喜ぶなど、ただヒステリックなだけではないことが分かる。
ヨルグ・コーリン
最初に選べるマッチメーカーの一人で、ボウの街のお調子者若手マッチメーカー。
いい加減なため周囲から馬鹿にされることが多いが本人もそれを自覚しており、ジオが登場するルートでは彼の死を契機に精神的に成長する。
ソドム・マイルド
コボトの街の強欲なマッチメーカー
横暴な性格で自身の利益の為には手段を選ばず、バトリング選手を単なる金儲けの道具にしか見ていない。実は作中の登場人物で唯一主人公が殴ることができる。
ツイード・コキーユ
ネイル・コバーン、もしくはフッド・シュレンの勧めで会うことが出来る熟女マッチメーカー。ただし、ジオと契約しているとすぐに退場してしまう。
レイヤとは対照的に人情家肌で、面倒見が良い。夫は軍人だったが、バララントとの戦いで亡くしている。

### バトリング選手
ハバリ・ジャンゴ
けばけばしい格好をしたAT乗りで、丁寧口調だが、どこか人を舐めたような所がある。
AT乗りの実力はからきしだが、高額なパーツやATを闇ルートで手に入れている。
フッド・シュレン
初老のAT乗り。主人公を「小僧」呼ばわりするが、年のせいかバトリング選手の中では弱小クラス。主人公と関わり、いろいろ世話を焼く事もある。
ジーン・ロウトゥス
黒人のAT乗りだが、その技量は主人公や、他の強豪選手には到底及ばない。
バトリングよりも情報屋の方で儲ける道を選んだが、モルドに追い回されている上に、いろいろなツケを踏み倒す「借金王」というありがたくないニックネームもある。
ゲスパ・ラビドット
鼠のような出っ歯が特徴のAT乗り。コックと共に酒場で悶着ばかり起こしている。
左肩を赤く染めたスコープドッグに乗り、”ヘドロドッグ”と名乗って、偽のレッドショルダーに扮している。
コック・ウォーク
横柄な性格の肥満男で、主人公を目の仇にしている。
ゲスパから「兄貴」と呼ばれ、頼られているが、自分が不利になったらさっさと見捨てて逃げ出す程度の間柄。
ロッグ・ヴァルマン
元メルキア軍人だったが、ふとした理由から友軍に裏切られて負傷し、その為眼も補助ゴーグル無しでは見られない程傷ついてしまった。
ミーマ・センクァターの説得や主人公との対戦で、人間不信の自身に疑問を覚え始める。
クライマル・フィーント
強豪バトリング選手で、愛機はストロングバックス。
主人公を目障りな存在として見ている。
ガルフ・ガンズバック
ブラッドサッカーに乗る元レッドショルダー。
レッドショルダーマーチを無断で使われると怒って、対戦を仕掛けてくる。
イシュカ・シュリンク
スタンディングトータスに乗る凄腕の女性AT乗り。
一応子持ちの母親だが、非常に荒々しい豪快な性格は、狡猾なシャリフでさえ威圧されるほど。
ウォレス・エセルバート
ボウの街で、ゲスパとコックにいたぶられている兄を助けようと主人公に頼んでくる少年ＡＴ乗り。
全キャラクターの中で唯一ツヴァークに乗る。
オービス・ゼルコム
ボウの街の前王者だったが、傲慢で横柄な性格。主人公がボウのナンバー1選手となった事を妬み、挑戦してくる。敗北後は命乞いに走るも、観客たちの「殺せ」コールとシャリフの殺害指示に逆らえなくなってしまった主人公の手で命を落とすこととなる。
愛機はサイケなカラーリングのスコープドッグターボカスタム。カラーリングの酷さは作中でも言及されている。
ハール・リドル
メルキア情報部にいたＡＴ乗り
精神的に情緒不安定な面が多々あり、ミーマを裏切ってライジングトータスを強奪して逃走してしまう。
テリー・モルガン
コボトの街で、主人公に挑戦してくるＡＴ乗り。
主人公に代わって、自分がスター選手の座に着こうとする。
ダイ・スーイ
スタンディングトータスに乗るバトリング選手。
能力はそれほど高い方ではない。ミーマの誘いで主人公と対戦する。
クレガー・ハミルトン
ジオ・コーツの親友で、飲んだくれのAT乗り。
ストライクドッグに乗って八百長バトリングに出たが、主人公に敗れた上に、ジオに裏切られ、二人に復讐を誓うようになる。
モルド・マネ
トレーニングモードでも登場する軍警（ミリタリーポリス）の巡査で、ホイールドッグに乗っている。
評判の悪い軍警内の人物とはいえ、そんな中では珍しく職務には忠実であり、決して悪人では無いのだがとんでもないバトリング好き。それもあってか主人公にバトリングで負けてから、しつこく挑戦してくるようになる。
マルサス・エルムコール
コボトの街のバトリング選手で、エリーナと対戦しようとする主人公に割り込んで強引に勝負を挑んでくる。
利己主義者で、自分が不利になったら、口で誤魔化しながらさっさと逃げ出してしまう。
ギアード・ベルグ
若手AT乗りで、一見すると青の騎士ケインにも似ている。
しかし、AT乗りとしての腕前はケインや主人公には遙かに及ばず、その為にダシに使われている。当人もそんな扱いに辟易している模様。
シーラー・トゥヴァリエ
ギルガメスAT乗り。過去の経験からバララントを酷く憎悪している。
極端なバララント嫌いな為に、ファッティーのようなバララント機体に乗っていると、有無を云わさずに勝負をしかけてくる。後に、そのバララント嫌いが高じて精神に異常をきたし、ついには命を縮める結果となった。
ハッサム・ログ
ダラの街のクエント人だが、穏和で平和的な多くのクエント人と違い、戦いの中にこそ自身の存在意義があると見いだした人物。
戦いの中で倒れることを是としているが、一方で娘カスイの事も気にかけている。
キリー・オルグ
ジオの弟を殺害したワダの街の選手。
残忍な性格で、ジオの弟の他にも多くのAT乗り達を血祭りに上げてきた。
サリア・ルード
見た目はショートカットの優男だが、実は女性というダラの街のAT乗り。
一応は良い所のお嬢様らしいが、男言葉を舐められないように使用している。
ディーバ・バウンティス
ダルファス・マイセンに心酔しているダラの街のAT乗りで、エリーナの行方を捜す主人公を手段を選ばぬ方法で妨害する。愛機はパープルベアー。
ダルファス・マイセン
ダラの街のボス的存在で、自分がのし上がるためには、どんな卑劣な悪事にも手を染める。ジオ・コーツの目指す仇であった。
バララント軍PSの失敗作と言われており、マイセンもカーツの手駒の一つに過ぎなかった。
リビア・アズ
ギルガメス軍メルキア情報部将校で、ミーマの部下。
ハールに強奪されたライジングトータス奪取を主人公に依頼する。

### その他
マスター
AT乗り達が集う酒場のマスター。
主人公に好意的で、何かと助言をする。
カスイ・ログ
闇商人の女性。養父はクエント人のハッサム・ログ。
闇商人という職業柄、ハバリ・シャンゴのような輩から言い寄られたりしているが、養父ハッサムの心配をする健気な所もある。
シャリフ・ペイージ
ボウの商工会を束ねる眼鏡の男。
主人公をダシにボウの街のバトリング興行を盛り上げると当人には説明しているが建前口上の面も強く、ビジネスの成功には手段を選ばない冷酷な顔も持つ。
ダイビングビートルで主人公と戦うイベントもある。
デヌ・デーア
コボトの街の老人闇商人だが、軍の横流し品を違法に売りさばいている。
ハール・リドルと主人公を対戦させて一儲けを企むが、失敗した上、モルドに逮捕されてしまう。

## 登場AT
本作はTVシリーズと、小説版登場のATの多くが登場。それまでの『機甲猟兵メロウリンク』や、スーパーファミコンの『ザ・バトリングロード』の他、『赫奕たる異端』のオリジナル機体を除く殆どの機体が出演している。 